# The New Grove Dictionary of Opera
The New Grove Dictionary of Opera ("O Novo Dicionário Grove da Ópera", em inglês) é uma enciclopédia da ópera, considerada uma das melhores fontes de referências gerais sobre o assunto. É a maior obra sobre o gênero musical em inglês, e em sua forma impressa chega a 5.448 páginas, em quatro volumes.
Publicada pela primeira vez em 1992, foi editada por Stanley Sadie, com contribuições de mais de 1.300 estudiosos. Possui 11.000 artigos, no total, cobrindo mais de 2.900 compositores e 1.800 óperas. Contém também diversos apêndices, que incluem um índice de nomes de personagens, lista de incipit das árias, conjuntos musicais e peças operísticas.
Está disponível online, juntamente com o The New Grove Dictionary of Music and Musicians.